# Helga – Die zwei Gesichter der Feddersen
Helga – Die zwei Gesichter der Feddersen (Eigenschreibweise HELGA) ist ein Dokumentarfilm aus dem Jahr 2021 von Oliver Schwabe, der das Leben der berühmten „Ulknudel“ aus dem Fernsehen nachzeichnet, aber vor allem auch ihre andere Seite als Autorin, Schauspielerin und Bühnenliebhaberin zeigt.  Das Porträt konzentriert sich auf die unbekannte Seite der Künstlerin Helga Feddersen und kombiniert so bisher selten verwendete Archivaufnahmen mit Interviews von Freunden, Kollegen und Bewunderern wie Dieter Hallervorden, Karl Dall, Rudolf Körösi oder Frank Zander, Ole von Beust und Sven Regener.

## Rezeption
„Der Film überzeugt durch seine respektvolle Haltung und die Einblicke in die Mechanismen des Unterhaltungsbetriebs.“

„Eine echte Hamburgensie ist Oliver Schwabes Dokumentarfilm ‚Helga – Die zwei Gesichter der Feddersen‘, der Film beleuchtet nicht nur die glanzvollen Facetten ihres Lebens im Scheinwerferlicht, sondern auch die dunklen, unbekannten Seiten“

„Oliver Schwabe spart in seinem Porträt die Schattenseiten nicht aus. Sein Bild der Helga Feddersen ist differenziert gezeichnet und lebt von dem, was er in den Fernseharchiven von ihr und über sie entdeckte.“

2021 erhielt der Film eine Nominierung für den Grimme-Preis im „Wettbewerb Information & Kultur“.